# Wspólnota administracyjna Aßling
Wspólnota administracyjna Aßling – wspólnota administracyjna (niem. Verwaltungsgemeinschaft) w Niemczech, w kraju związkowym Bawaria, w rejencji Górna Bawaria, w regionie Monachium, w powiecie Ebersberg. Siedziba wspólnoty znajduje się w miejscowości Aßling.
Wspólnota administracyjna zrzesza trzy gminy wiejskie (Gemeinde): 
- Aßling, 4 293 mieszkańców, 31,38 km²
- Emmering, 1 432 mieszkańców, 17,23 km²
- Frauenneuharting, 1 483 mieszkańców, 22,68 km²